# Cascalho Rico
Cascalho Rico är en kommun i Brasilien.   Den ligger i delstaten Minas Gerais, i den sydöstra delen av landet, 300 km söder om huvudstaden Brasília. Antalet invånare är 2 857.
Omgivningarna runt Cascalho Rico är en mosaik av jordbruksmark och naturlig växtlighet. Runt Cascalho Rico är det glesbefolkat, med 9 invånare per kvadratkilometer.